# Schmalspurbahn Mladenovac–Lajkovac
| Bahnhof Mladenovac |                         |                                    |                                 |
| Ungefährer Verlauf der ehemaligen Strecke auf einer Karte von 2021 |                         |                                    |                                 |
| Streckenlänge: | 75 km                   |                                    |                                 |
| Spurweite: | 760 mm (Bosnische Spur) |                                    |                                 |
| Streckengeschwindigkeit: | 35 km/h                 |                                    |                                 |
| |                         |                                    |                                 |
| \| \| km \| \| m.ü.A. \| \| \| 0 \| Mladenovac Bahnstrecke Belgrad–Niš \| 136 \| \| \| 9 \| Grabovac \| 140 \| \| \| 15 \| Веlо Роlје \| Веlо Роlје \| \| \| 18 \| Kopljare \| 226 \| \| \| 25 \| Selo Banja \| 258 \| \| \| 27 \| Огаšас \| Огаšас \| \| \| 32 \| Aranđelovac \| 260 \| \| \| 38 \| Bukovik \| Bukovik \| \| \| 42 \| Partizani heute Darosava \| 186 \| \| \| 51 \| Rudovci \| 145 \| \| \| 55 \| Baroševac \| 124 \| \| \| 59 \| Zeoke \| Zeoke \| \| \| \| \| \| \| \| 62 0,0 \| Golubaša \| Golubaša \| \| \| \| nach Sušara \| \| \| \| 2,9 \| nach Toplana \| nach Toplana \| \| \| \| Waage in Vreoci[3] \| \| \| \| 5,7 \| Kolubara Anschluss Grube 600 mm \| Kolubara Anschluss Grube 600 mm \| \| \| 67 \| Lazarevac \| 108 \| \| \| 70 \| Petka \| Petka \| \| \| 72 \| Beli Brod \| Beli Brod \| \| \| \| von Obrenovac und Zabrežje \| \| \| \| 75 \| Lajkovac \| 111 \| \| \| \| nach Čačak \| \| \| \| \| nach Valjevo[4] \| \| |                         |                                    |                                 |
| | km                      |                                    | m.ü.A.                          |
| Bahnhof · Kopfbahnhof Streckenanfang (Strecke außer Betrieb) | 0                       | Mladenovac Bahnstrecke Belgrad–Niš | 136                             |
| Bahnhof (Strecke außer Betrieb) | 9                       | Grabovac                           | 140                             |
| Haltepunkt / Haltestelle (Strecke außer Betrieb) | 15                      | Веlо Роlје                         | Веlо Роlје                      |
| Bahnhof (Strecke außer Betrieb) | 18                      | Kopljare                           | 226                             |
| Bahnhof (Strecke außer Betrieb) | 25                      | Selo Banja                         | 258                             |
| Haltepunkt / Haltestelle (Strecke außer Betrieb) | 27                      | Огаšас                             | Огаšас                          |
| Bahnhof (Strecke außer Betrieb) | 32                      | Aranđelovac                        | 260                             |
| Bahnhof (Strecke außer Betrieb) | 38                      | Bukovik                            | Bukovik                         |
| Bahnhof (Strecke außer Betrieb) | 42                      | Partizani heute Darosava           | 186                             |
| Bahnhof (Strecke außer Betrieb) | 51                      | Rudovci                            | 145                             |
| Bahnhof (Strecke außer Betrieb) | 55                      | Baroševac                          | 124                             |
| Bahnhof (Strecke außer Betrieb) | 59                      | Zeoke                              | Zeoke                           |
| Strecke von links (außer Betrieb) · Abzweig geradeaus und von rechts (Strecke außer Betrieb) |                         |                                    |                                 |
| Strecke (außer Betrieb) · Bahnhof (Strecke außer Betrieb) | 62 0,0                  | Golubaša                           | Golubaša                        |
| Abzweig geradeaus und nach rechts (Strecke außer Betrieb) · Strecke (außer Betrieb) |                         | nach Sušara                        | nach Sušara                     |
| Abzweig geradeaus und nach rechts (Strecke außer Betrieb) · Strecke (außer Betrieb) | 2,9                     | nach Toplana                       | nach Toplana                    |
| Blockstelle (Strecke außer Betrieb) · Strecke (außer Betrieb) |                         | Waage in Vreoci                    | Waage in Vreoci                 |
| Kopfbahnhof Streckenende (Strecke außer Betrieb) · Strecke (außer Betrieb) | 5,7                     | Kolubara Anschluss Grube 600 mm    | Kolubara Anschluss Grube 600 mm |
| Bahnhof (Strecke außer Betrieb) | 67                      | Lazarevac                          | 108                             |
| Bahnhof (Strecke außer Betrieb) | 70                      | Petka                              | Petka                           |
| Bahnhof (Strecke außer Betrieb) | 72                      | Beli Brod                          | Beli Brod                       |
| Abzweig geradeaus und von rechts (Strecke außer Betrieb) |                         | von Obrenovac und Zabrežje         | von Obrenovac und Zabrežje      |
| Bahnhof (Strecke außer Betrieb) | 75                      | Lajkovac                           | 111                             |
| Abzweig geradeaus und nach links (Strecke außer Betrieb) |                         | nach Čačak                         | nach Čačak                      |
| Strecke (außer Betrieb) |                         | nach Valjevo                       | nach Valjevo                    |

Die  Schmalspurbahn Mladenovac–Lajkovac war eine 75 km lange Schmalspurbahn mit bosnischer Spurweite (760 mm) in Serbien, die teilweise von 1904 bis 1982 betrieben wurde.

## Geschichte
Die Schmalspurbahn wurde von der serbischen Baugenossenschaft Zadruga za podizanje zgrada gebaut und am 10. November 1904 für den öffentlichen Güter- und Personenverkehr freigegeben. Anfangs gab es nur fünf Bahnhöfe, Mladenovac, Grabovac, Kopljare, Banja und Arandjelovac und zwei Haltestellen, Belo Polje und Огаšас. Die Strecke wurde später bis Lajkovac verlängert.
Wichtige Transportgüter waren die im Tagebau abgebaute Braunkohle aus der Grube Kolubara sowie landwirtschaftliche Produkte aus der fruchtbaren Kolubara-Ebene wie Getreide, Obst, Schweine und Rinder für den Export in die Österreich-Ungarische Monarchie. Der Personenverkehr wurde 1969 eingestellt. Die weiterhin für den Güterverkehr genutzte Strecke wurde am 10. April 1982 stillgelegt und anschließend abgebaut.

## Anschlüsse
Der Bahnhof Lajkovac war ein wichtiger Verkehrsknotenpunkt. Dort traf sich die Strecke mit der Schmalspurbahn Lajkovac–Čačak und der Schmalspurbahn Zabrežje–Valjevo.

## Lokomotiven

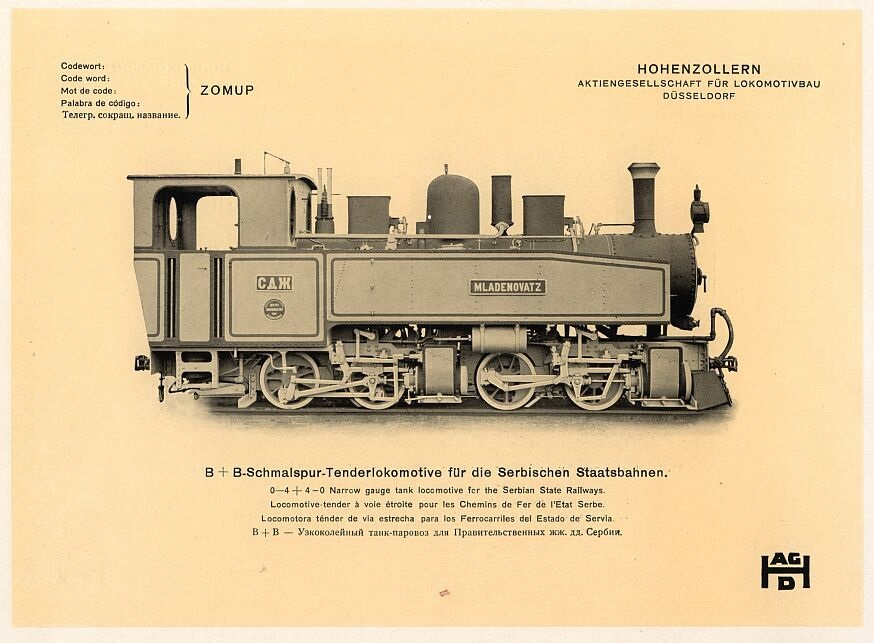
B+B-Schmalspur-Tenderlokomotive 'Mladenovatz' der Firma Hohenzollern für die Serbischen Staatsbahnen

Wegen des angespannten Verhältnisses zu Österreich-Ungarn beschaffte das Königreich Serbien die Lokomotiven nicht in der Donaumonarchie, sondern in Deutschland und Frankreich, z. B. bei Henschel in Kassel und der Aktiengesellschaft für Lokomotivbau Hohenzollern in Düsseldorf.

## Volksmusik
Das von den Gebrüdern Bajić veröffentlichte Volkslied Ide Mile lajkovačkom prugom (Mile geht der Lajkovac-Bahn entlang) beschreibt, wie ein alter Mann aus Lajkovac bei Dunkelheit unter Lebensgefahr auf dem Bahndamm in sein weit entferntes Haus zurückkehrt, da ihm die Straße zu schlammig und zu schlecht beleuchtet erscheint.